# Osios

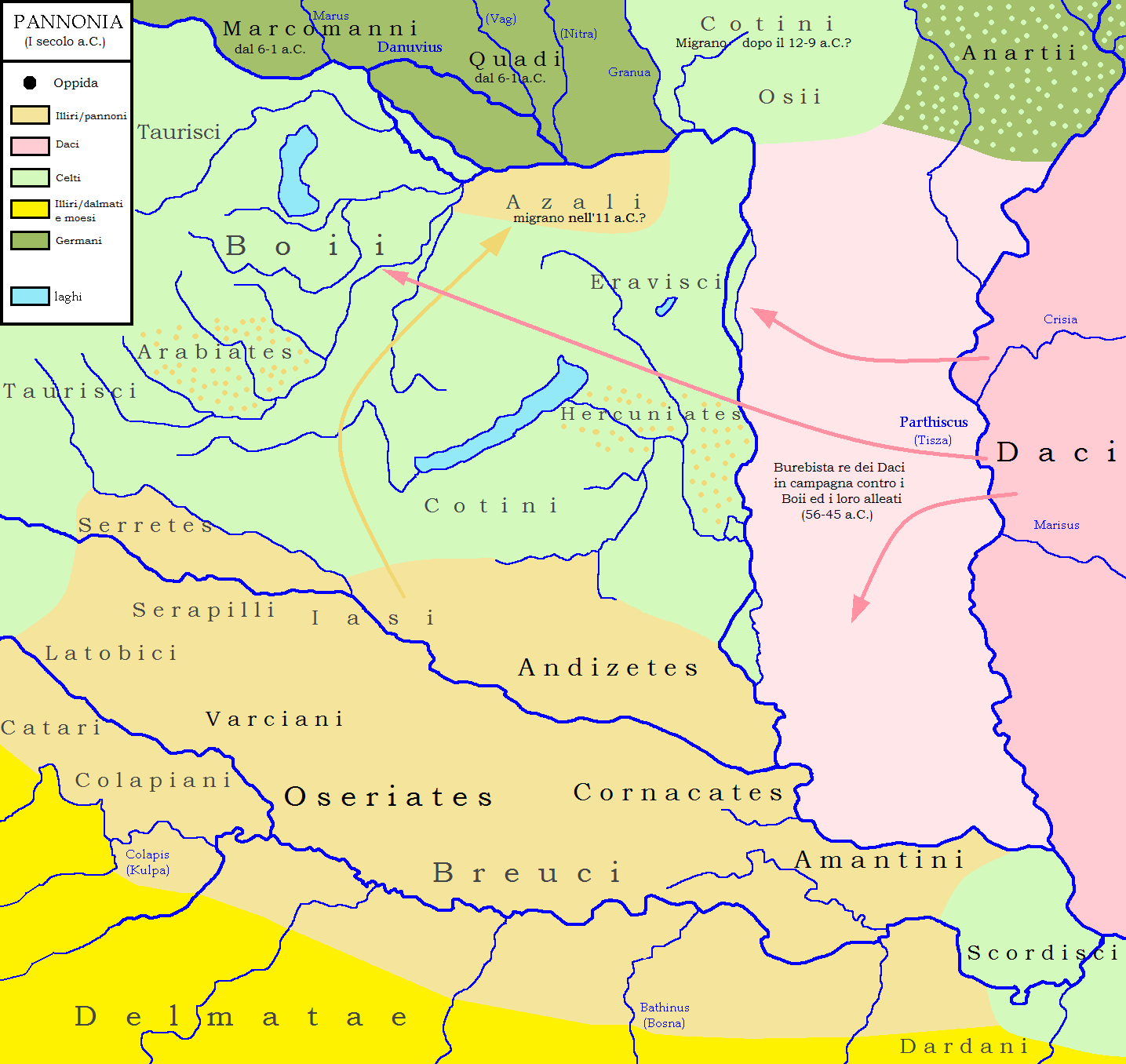
Tribus antiguas c.1 a. C. Los osios se indican en la zona superior central del mapa

Imperio romano ca. 125 a. C. Los osios se indican al sur de los montes Tatra

Los osios (en latín, Osii) fueron una antigua tribu que habitaba más allá de los cuados, en un país montañoso y forestal.  Sus costumbres nacionales, así como su lengua, eran la de los araviscios, que Tácito llama panonios. Eran, además, tributarios de los cuados y los sármatas. Su ubicación exacta es desconocida, al igual que su origen. Se debate si eran emigrados a tierras germanas desde Panonia o eran restos de antigua población panonia en el área.
Tácito escribió:
Si los araviscios emigraron a Panonia desde los osios, un pueblo germano, o si los osios desciende de los araviscios emigrados a Germania, siendo que ambas naciones todavía retienen la misma lengua, instituciones y costumbres, es un asunto dudoso; pues eran igualmente pobres e igualmente libres, cada ribera tenía las mismas atracciones, las mismas desventajas.
...Y...
Los gotini y osi se muestran por sus respectivas lenguas galas y panonias, así como por el hecho de su tributo, no sergermanos. El tributo les es impuesto por ser extranjeros en parte por los sármatas, en parte por los cuados. Los gotini, para completar su degradación, trabajan en las minas de hierro. Todas estas naciones ocupan poco de las llanuras del país, morando en bosques y cumbres de montaña.
La etnicidad de los osios es tema de debate: algunos autores los proponen germanos, otros celtas y otros dacios. Sus costumbres, lengua y la etnicidad fueron probablemente mezcla de los anteriores de estos, como era común en Europa Central y los Balcanes en el periodo.